# Universidade Estadual de Novosibirsk
A Universidade Estadual de Novosibirsk (NSU, em russo:  Новосибирский государственный университет) é uma renomada instituição de ensino superior da Rússia. Está localizado em Novosibirsk, um centro cultural e industrial na Sibéria. A Universidade foi fundada em 1959 a partir da Academia de Ciências da URSS . Com cerca de 7.300 estudantes em 2019,  a NSU ocupa a terceira posição como melhor universidade do país, 12a entre universidades de países que compõe o BRICS e 244a em escala mundial . 

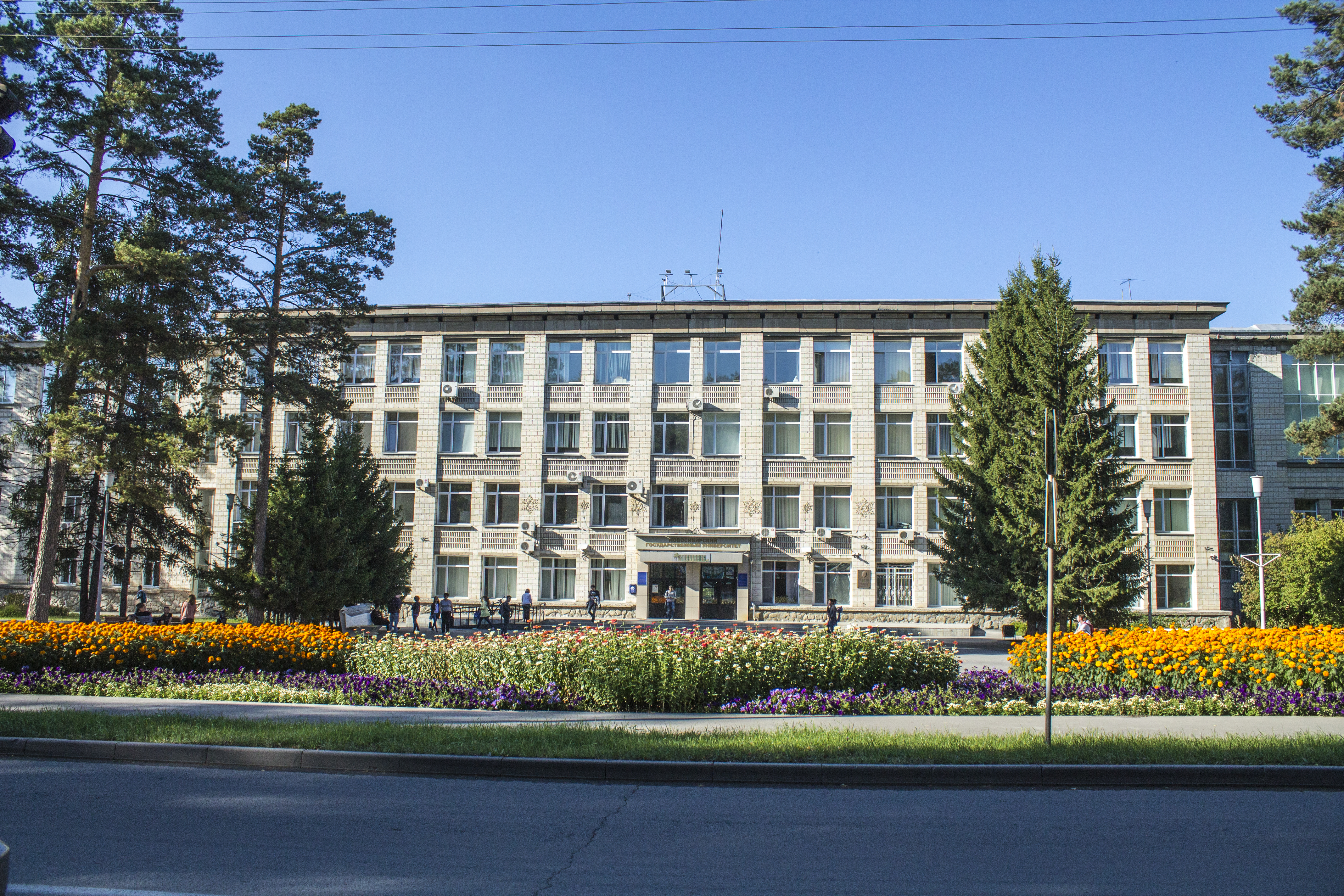
Fachada de um dos prédios acadêmicos antigos.
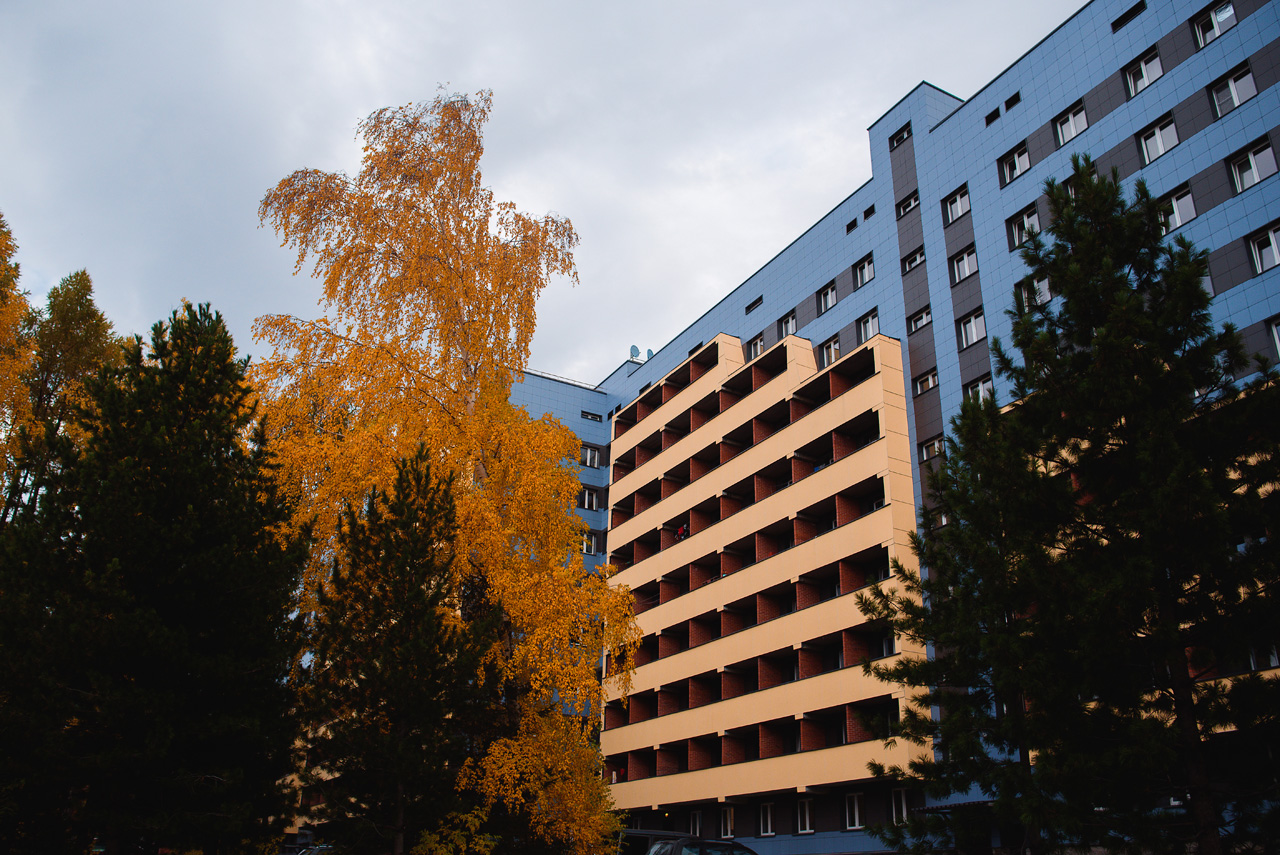
Residência universitária.
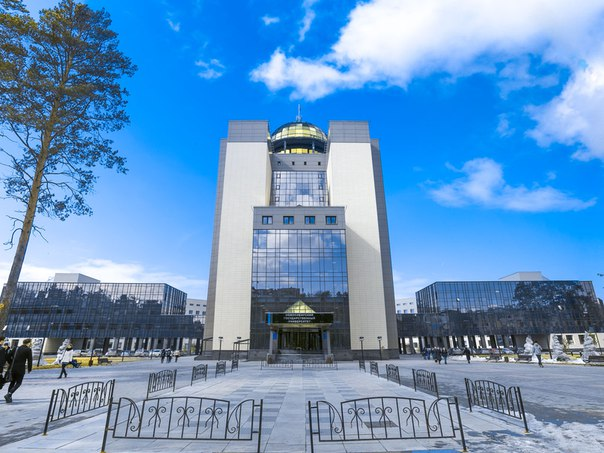
Novo edifício.

A universidade é parte do Projeto 5-100, um programa governamental de apoio às instituições de ensino superior lançadas por Ministério da Educação e Ciência após a decreto de Vladimir Putin de 7 de maio de 2012 sobre medidas para implementar a política de estado em matéria de educação e ciência 

## Ex-alunos notéveis
- Yury Yershov
- Vladimir Zakharov
- Efim Zelmanov